# Puruṣārtha
Il puruṣārtha (in sanscrito पुरुषार्थ, anglizzato in purushartha, lett. "obbiettivo della ricerca umana") rappresenta, nella cultura induista, i quattro scopi della vita di un uomo: dharma (valori morali), artha (benessere economico), kāma (piacere) e il mokṣa (liberazione spirituale).
In generale, tutti e quattro rivestono un ruolo fondamentale nella vita di un uomo, ma in tempo di guerra il dharma ricoprirebbe un ruolo più rilevante di artha e kāma, mentre l'ultimo, il mokṣa, rappresenta la realizzazione finale nella vita di un uomo.

## Etimologia
Puruṣārtha (पुरुषार्थ) è una parola sanscrita composita da puruṣā (पुरुष) e artha (अर्थ). Puruṣā significa "spirito", "essenza immateriale" o "essere umano primordiale come anima e fonte originaria dell'universo", a seconda del darśana, la scuola di pensiero. Artha in un contesto significa "scopo", "oggetto del desiderio" e "significato". Insieme, puruṣārtha significa letteralmente "scopo dell'essere umano" o "oggetto della ricerca umana".
Alf Hiltebeitel traduce Puruṣārtha come "Obiettivi dell'uomo". Prasad chiarisce che "Uomo" include sia l'uomo che la donna nei testi indiani antichi e medievali. Olivelle lo traduce come “scopi della vita umana”. Nel suo libro Bhagavad-Gita As It Is , Prabhupada descrive Purusartha come "religiosità materiale, sviluppo economico, gratificazione dei sensi e, alla fine, il tentativo di diventare uno con il Supremo".
Puruṣārtha è indicato anche come Caturvarga .